# Свети Йосиф (болница в Пловдив)
Вижте пояснителната страница за други значения на Свети Йосиф.
Католическата болница „Свети Йосиф“ или Международната католическа болница в Пловдив е съществувала от след Освобождението до средата на XX век. Тя е един от много символи на католическото присъствие в Пловдив.

## История
Католическа болница в Пловдив е имало още преди Освобождението. В „План на град Пловдив и околността" от 1827 г., съставен от френския запасни офицер А. Йегершмид, са отбелязани католически манастир и църква на мястото, където е построена сегашната католическа катедрала и епископията, а също и католическа болница, на мястото на бившия Майчин дом на улица „Д-р Рашко Петров 3“. Това по-скоро е било малка лечебница.
Международната католическа болница „Свети Йосиф“ е основана през 1881 г. и първоначално се обслужва от монахините терциарки. При откриването си тя има 36 легла и се обслужва от 6 милосърдни сестри. Заслуга за нейното откриване имат монсеньор Рейнауди и неговият помощник Роберто Менини.
През 1896 г. болницата е поверена на загребския клон на сестрите на милосърдието на „Св. Викентий от Пола“, популярни като викентинки или аграмки, (по австрийското име на Загреб – Аграм).
През 1899 г. и 1909 г. болницата е била ремонтирана и разшерявана. Така в навечерието на Балканската война капацитетът на болницата нараства на 90 легла. По време на Балканската и Първата Световна Война болницата е била на разположение на войската. През 14 г. сестра Даниела Яклевич е управител на болницата с 10 сестри. Годишно през болницата са минавали 700-800 пациента.
След Първата световна война започва изграждането на нова сграда в местността „Свещаровите ливади“. Новата триетажна сграда е завършена през 1927 г. Партерът и външната стена на източното стълбище са напълно разрушени от земетресението през 1928 г.
Д-р Теофил Груев е директор на болница от 1928 г. до 1946 г.  След 1928 г. болницата носи името „Княгиня Евдокия“.
Неизлечимо болен, през есента на 1937 година Йордан Йовков заминава на лечение в Хисаря. Поради влошеното състояние е опериран по спешност в болницата, където прекарва последните си земни дни. По-късно родолюбиви българи поставят паметна плоча на входа на болницата.
Болницата не е мобилизирана във Втората световна война. Международната католическа болница в Пловдив е закрита през 1949 г. заедно с Клементинската болница в София. Това става със специален закон, който забранява на вероизповеданията да притежават болници и сиропиталища. От 1951 г. сградата ѝ се използва от Военна болница Пловдив.

## Известни лекари
- Теофил Груев, директор на болница от 1928 до 1946 г.
- Любен Телчаров работи в болницата през 1940-те.
- Петко Проданов, директор на хирургичното отделение от 1900 до 1935 г.